# Żałuję
„Żałuję” − pierwszy singel z debiutanckiego albumu Eweliny Flinty zatytułowanego Przeznaczenie. Autorką tekstu utworu jest Luiza Staniec, natomiast autorem muzyki jest Mirko Vukomanović. Piosenka była jednym z największych hitów 2003 roku. 
Utwór „Żałuję” znalazł się na ścieżce dźwiękowej do filmu Nigdy w życiu.
Oryginalnie utwór był wykonywany pod tytułem „Sama” przez serbską artystkę popową Anę Stanić. W języku czeskim piosenkę tę nagrała w roku 2004 Aneta Langerová pod tytułem „Skvělej nápad“.

## Teledysk
Teledysk do singla miał premierę w marcu 2003 roku i został nakręcony w lutym 2003 w Warszawie. W klipie można zobaczyć piosenkarkę spacerującą warszawskimi ulicami czy jadącą metrem. Teledysk został odtworzony ponad cztery miliony razy w serwisie YouTube.

## Pozycje na listach
Notowania tygodniowe
| Notowanie (2003)        | Najwyższa pozycja |
| ----------------------- | ----------------- |
| Polish Airplay Chart    | 1                 |
| Radio Eska (Gorąca 20)  | 1                 |
| Radio Szczecin (SLiP)   | 2                 |
| Radio Zet (Liga Hitów)  | 1                 |
| RMF FM (POPlista)       | 1                 |
| Wietrzne Radio (Top 15) | 1                 |
| Lista Bravo             | 1                 |

Notowania końcoworoczne
| Notowanie (2003)      | Pozycja |
| --------------------- | ------- |
| RMF FM (Przebój roku) | 16      |
| Lista Bravo           | 3       |

## Nagrody i nominacje
| Rok  | Gala                                   | Kategoria          | Wynik      |
| ---- | -------------------------------------- | ------------------ | ---------- |
| 2003 | Mikrofony Popcornu                     | Przebój roku       | II miejsce |
| 2004 | Festiwal Piosenki Krajów Nadbałtyckich | Najlepsza piosenka | IV miejsce |
| 2004 | Eska Music Awards                      | Hit roku           | Nominacja  |